# Blue Wing Airlines
Blue Wing Airlines is een luchtvaartmaatschappij uit Suriname die regionale vluchten naar en in het binnenland verzorgt.
De thuisbasis van Blue Wing Airlines is de regionale luchthaven van Paramaribo, Zorg en Hoop Airport. De vliegtuigen van Blue Wing Airlines zijn zo ingedeeld dat het mogelijk is om in plaats van passagiers vracht te vervoeren.
Het bedrijf werd opgericht in 2002, nadat voorganger Inter Tropical Aviation (ITA) failliet was gegaan. ITA-directeur Amichand Jhauw richtte echter ondertussen Blue Wing op terwijl grootaandeelhouder van ITA rijstmagnaat  Shyam Guptar de 2 toestellen van ITA (een Cessna U206G Stationair en een Antonov An-28) opkocht op de veiling om zo weer opnieuw te kunnen beginnen.
Het bedrijf kende verschillende ongevallen en staat daarom sinds 2010 op de zwarte lijst van de Europese Unie, waar het bedrijf ook al op stond in 2005, 2006 en 2007.

## Bestemmingen
De maatschappij is deels chartermaatschappij maar voert ook lijndiensten uit. De vaste diensten zijn naar Lawa Antino Airstrip, Botopasi Airstrip, Kajana Airstrip, Lawa Cottica Airstrip, Djoemoe Airstrip, Godo-olo Airstrip, Kwamalasamoetoe Airstrip, Ladouanie Airstrip, Sipaliwini Airstrip, Lawa Tabiki Airstrip, Tepoe Airstrip en Albina Airstrip. Ook vliegt Blue Wing Airlines drie keer per week naar de Guyanese hoofdstad Georgetown.

## Luchtvloot
- 3 Cessna U206G Stationair 6
- 3 Cessna Grand Caravan 208
- 2 De Havilland Canada Twin Otter DHC-6-200
- 1 Cessna Reims F406 Caravan II (alleen voor vracht)
- 2 Antonov An-28 (5 stuks vóór 3 april 2008, 2 thans inactief, te koop)

## Uitbreiding van de Luchtvloot
Waarschijnlijk onder invloed van de negatieve media en door de vele incidenten en ongelukken met de Antonov's heeft Blue Wing Airlines geleidelijk aan de luchtvloot vernieuwd. In 2007 werd de eerste Cessna 208 Caravan I (PZ-TSB) aangeschaft, gevolgd door de eerste De Havilland Canada DHC6 Twin Otter (PZ-TSD) aan het eind van datzelfde jaar 2007. In november 2008 werd een nieuw type vliegtuig geïntroduceerd, de Reims Cessna F406 Caravan II (PZ-TSF), een tweemotorig toestel aanvankelijk bedoeld voor "executive" transport en later voor vracht. De vloot werd later uitgebreid met een tweede De Havilland Canada DHC6 Twin Otter (PZ-TSH), gekocht in Australië in november 2009. Een jaar later in mei 2010 werd de vloot uitgebreid met een Cessna 208B Grand Caravan (PZ-TSK), een zogenaamde Supervan 900 conversie, hiervan volgde in maart 2015 nog een exemplaar (PZ-TSL).
Vliegmaatschappij Blue Wing Airlines had de blikken gericht op regionale operaties en daarvoor waren enkele grotere vliegtuigen aangeschaft. Het bedrijf heeft onderhandeld met de KLM over de aankoop van twee Fokker 70 toestellen. Deze vliegtuigen werden gebruikt door KLM Cityhopper, een dochteronderneming van de KLM. De Fokker 70 is een verkeersvliegtuig voor korte afstanden en vervoert ongeveer 70-80 passagiers. De toestellen zijn inmiddels door verkocht aan een nieuwe regionale vliegmaatschappij in oprichting met de naam Fly All Ways. De toestellen, geregistreerd als PZ-TFA en PZ-TFB staan klaar op Johan Adolf Pengel luchthaven te Zanderij en worden thans door Fly All Ways voorbereid op de regionale operatie die volgens verwachting in december 2015 van start zal gaan.

## Ongevallen

### Blue Wing Airlines-vlucht PZ-TSO- 3 april 2008
Op 3 april 2008 verongelukte een Antonov An-28 (PZ-TSO) van Blue Wing Airlines tijdens de landing bij Benzdorp, aan de grens tussen Suriname en Frans-Guyana. Hierbij vielen 19 doden. Aan boord van het toestel bevonden zich werknemers van het Surinaamse telecombedrijf Telesur.

### Blue Wing Airlines-vlucht PZ-TST - 14 oktober 2009
Op 14 oktober 2009 vond een ongeluk plaats met een Antonov An-28 toestel (PZ-TST) van Blue Wing Airlines tijdens de landing te Kwamalasamoetoe in het zuiden van Suriname. Bij dit ongeluk raakten vier van de acht inzittenden gewond en raakte het vliegtuig onherstelbaar beschadigd.

### Blue Wing Airlines-vlucht PZ-TSV- 15 mei 2010
Op 15 mei 2010 vond wederom een ongeluk plaats met een Antonov An-28 (PZ-TSV). Ongeveer 10 minuten nadat het zes passagiers had opgehaald uit het dorpje Godo-olo stortte het toestel in de buurt van Poeketi door onbekende oorzaak neer. Naast deze passagiers kwamen ook de twee piloten om het leven.

### Blue Wing Airlines-vlucht PZ-TSK - 29 Maart 2012
Op 29 maart 2012 raakte een toestel van Blue Wing Airlines beschadigd bij de landing naast de baan te Lawa Anapaike. Het betrof een Cessna Grand Caravan toestel (PZ-TSK), gelukkig raakte geen van de tien inzittenden, de piloot en negen passagiers, gewond, iedereen kwam met de schrik vrij.

## Zwarte lijst
Blue Wing Airlines kwam in 2006 op de lijst van luchtvaartmaatschappijen met een exploitatieverbod in de EU, een zwarte lijst van maatschappijen die niet voldoen aan de internationale voorgeschreven luchtveiligheidsregels. De vliegmaatschappij kwam op de lijst omdat de toestellen niet zouden beschikken over het zogenoemde GPWS-systeem. Dit apparaat geeft waarschuwing signalen af als een toestel te laag vliegt.
Er zou echter geen sprake zijn van een ernstig gebrek aan vliegveiligheid. Bij de luchtvaartmaatschappij werd toen met verbazing gereageerd, aangezien het nog geen formele vluchten naar Frans-Guyana had uitgevoerd ondanks de vergunning die zij al in bezit had. De Fransen stonden er echter op dat het systeem, dat bij hen al op 1 januari 2006 werd ingevoerd, in de vliegtuigen werd aangebracht. Het GPWS-systeem is vanaf januari 2010 verplicht. Blue Wing kon daarom geen gebruik maken van haar landingsrechten voor Frans-Guyana. Volgens de Surinaamse Burgerluchtvaart- en Veiligheidsautoriteit, CASAS, die de maatregel overtrokken noemt, zou er geen sprake zijn van een ernstig gebrek aan vliegveiligheid. In november 2007 werd Blue Wing Airlines van die lijst afgehaald. Op 6 juli 2010, nadat er weer een toestel van Blue Wing was verongelukt, is de luchtvaartmaatschappij opnieuw op de zwarte lijst gezet.